# Elisabetta di Baviera-Landshut
Elisabetta di Baviera-Landshut (1383 – Ansbach, 13 novembre 1442) fu una principessa bavarese e principessa consorte del Brandeburgo; è considerata la Stammmutter degli Hohenzollern.

## Biografia
Era figlia di Federico di Baviera e di Maddalena Visconti, figlia di Bernabò Visconti, signore di Milano.
Venne data in sposa nel 1401 a Schongau a Federico I di Brandeburgo, Burgravio di Norimberga col nome di Frederick VI e Principe elettore di Brandeburgo col nome di Federico I.
Diede al marito dieci figli:
- Elisabetta (1403-Liegnitz, 31 ottobre 1449);
- Cecilia (1405-4 gennaio 1449);
- Giovanni l'Alchimista (1406-Baiersdorf, 16 novembre 1464);
- Federico II di Brandeburgo (Tangermünde, 19 novembre 1413-Neustadt,  10 febbraio 1471);
- Margherita (1410-Landshut, 27 luglio 1465);
- Madalena (1412-Scharnebeck, 27 ottobre 1454);
- Alberto III di Brandeburgo (Tangermünde, 29 novembre 1414-Francoforte, 11 marzo 1486);
- Sofia (Norimberga, 1416-1417);
- Dorotea (Berlino, 9 febbraio 1420-Rehna, 19 gennaio 1491);
- Federico (1424-Tangermünde, 6 ottobre 1463);

## Ascendenza
|                                |                  |                           | Genitori                 |  |  | Nonni |  |  | Bisnonni              |  |  | Trisnonni                  |  |
|                                |                  |                           |                          |  |  |       |  |  | Ludovico IV il Bavaro |  |  | Ludovico II del Palatinato |  |
|                                |                  |                           |                          |  |  |       |  |  | Ludovico IV il Bavaro |  |  | Ludovico II del Palatinato |  |
|                                |                  | Matilde d'Asburgo         |                          |  |  |       |  |  | Ludovico IV il Bavaro |  |  |                            |  |
| Stefano II di Baviera          |                  |                           |                          |  |  |       |  |  | Ludovico IV il Bavaro |  |  |                            |  |
|                                |                  | Beatrice di Slesia-Glogau | Bolko I di Schweidnitz   |  |  |       |  |  |                       |  |  |                            |  |
|                                |                  | Beatrice di Slesia-Glogau | Bolko I di Schweidnitz   |  |  |       |  |  |                       |  |  |                            |  |
|                                |                  | Beatrice di Slesia-Glogau | Beatrice del Brandeburgo |  |  |       |  |  |                       |  |  |                            |  |
| Federico di Baviera-Landshut   |                  | Beatrice di Slesia-Glogau |                          |  |  |       |  |  |                       |  |  |                            |  |
|                                |                  | Federico III d'Aragona    | Pietro III d'Aragona     |  |  |       |  |  |                       |  |  |                            |  |
|                                |                  | Federico III d'Aragona    | Pietro III d'Aragona     |  |  |       |  |  |                       |  |  |                            |  |
|                                |                  | Federico III d'Aragona    | Costanza II di Sicilia   |  |  |       |  |  |                       |  |  |                            |  |
| Isabella d'Aragona             |                  | Federico III d'Aragona    |                          |  |  |       |  |  |                       |  |  |                            |  |
|                                |                  | Eleonora d'Angiò          | Carlo II d'Angiò         |  |  |       |  |  |                       |  |  |                            |  |
|                                |                  | Eleonora d'Angiò          | Carlo II d'Angiò         |  |  |       |  |  |                       |  |  |                            |  |
|                                |                  | Eleonora d'Angiò          | Maria d'Ungheria         |  |  |       |  |  |                       |  |  |                            |  |
| Elisabetta di Baviera-Landshut |                  | Eleonora d'Angiò          |                          |  |  |       |  |  |                       |  |  |                            |  |
|                                | Stefano Visconti | Matteo I Visconti         |                          |  |  |       |  |  |                       |  |  |                            |  |
|                                | Stefano Visconti | Matteo I Visconti         |                          |  |  |       |  |  |                       |  |  |                            |  |
|                                | Stefano Visconti | Bonacossa Borri           |                          |  |  |       |  |  |                       |  |  |                            |  |
| Bernabò Visconti               | Stefano Visconti |                           |                          |  |  |       |  |  |                       |  |  |                            |  |
|                                |                  | Valentina Doria           | Bernabò Doria            |  |  |       |  |  |                       |  |  |                            |  |
|                                |                  | Valentina Doria           | Bernabò Doria            |  |  |       |  |  |                       |  |  |                            |  |
|                                |                  | Valentina Doria           | Eliana Fieschi           |  |  |       |  |  |                       |  |  |                            |  |
| Maddalena Visconti             |                  | Valentina Doria           |                          |  |  |       |  |  |                       |  |  |                            |  |
|                                |                  | Mastino II della Scala    | Alboino della Scala      |  |  |       |  |  |                       |  |  |                            |  |
|                                |                  | Mastino II della Scala    | Alboino della Scala      |  |  |       |  |  |                       |  |  |                            |  |
|                                |                  | Mastino II della Scala    | Beatrice da Correggio    |  |  |       |  |  |                       |  |  |                            |  |
| Beatrice della Scala           |                  | Mastino II della Scala    |                          |  |  |       |  |  |                       |  |  |                            |  |
|                                |                  | Taddea da Carrara         | Jacopo I da Carrara      |  |  |       |  |  |                       |  |  |                            |  |
|                                |                  | Taddea da Carrara         | Jacopo I da Carrara      |  |  |       |  |  |                       |  |  |                            |  |
|                                |                  | Taddea da Carrara         | Elisabetta Gradenigo     |  |  |       |  |  |                       |  |  |                            |  |
|                                |                  | Taddea da Carrara         |                          |  |  |       |  |  |                       |  |  |                            |  |